# 백송애기잎말이나방

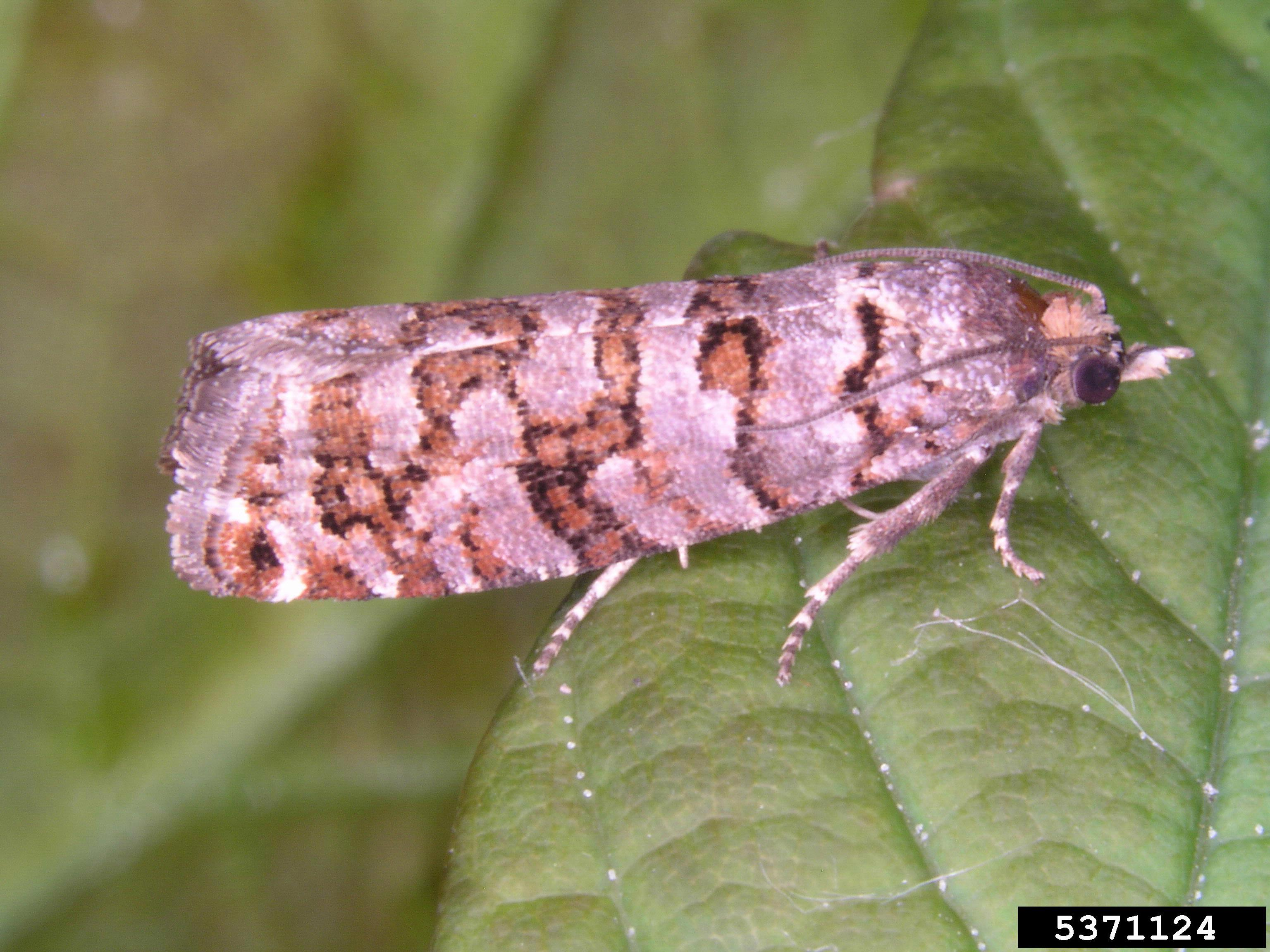

백송애기잎말이나방(Gravitarmata margarotana, pine cone tortrix, pine twig moth)은 잎말이나방과에 속하는 나방이다. 유럽에서는 잉글랜드, 오스트리아에서 폴란드에 이르는 지역에서 볼 수 있으며 동쪽으로는 발트 지방에서부터 러시아, 중국(산시성 (산서성), 랴오닝성, 헤이룽장성, 장쑤성, 저장성, 안후이성, 장시성, 산둥성, 허난성, 후베이성, 후난성, 광둥성, 광시 좡족 자치구, 쓰촨성, 윈난성, 구이저우성, 산시성 (섬서성), 간쑤성), 한국, 일본에 이르는 지역에서 볼 수 있다.
날개 길이는 14~18 밀리미터이다. 성체는 유럽에서 4~5월에 비행한다. 1년에 한 세대이다.
애벌레는 소나무, 전나무, 그리고 가문비나무를 먹고 산다.